# 18564 Caseyo
18564 Caseyo este un asteroid din centura principală de asteroizi.

## Descriere
18564 Caseyo este un asteroid din centura principală de asteroizi. A fost descoperit pe 2 aprilie 1997 la Socorro, New Mexico, în cadrul proiectului LINEAR. Asteroidul prezintă o orbită caracterizată de o semiaxă mare de 3,11 ua, o excentricitate de 0,11 și o înclinație de 0,1° în raport cu ecliptica.